# بيت الذيب (الحيمة الداخلية)

تعديل مصدري - تعديل

بيت الذيب هي إحدى قرى عزلة الأحبوب بمديرية الحيمة الداخلية التابعة لمحافظة صنعاء، بلغ تعداد سكانها 281 نسمة حسب تعداد اليمن لعام 2004.